# لانس س. ويد
لانس س. ويد (بالإنجليزية: Lance C. Wade)‏ هو طيار بطل أمريكي، ولد في 18 نوفمبر 1916 في بروددوز في الولايات المتحدة، وتوفي في 12 يناير 1944 في فودجا في إيطاليا.